# Gekon létavý
Gekon létavý (Ptychozoon kuhli) je plaz z čeledi gekonovití, rozšířený v jižním Thajsku, v Myanmaru, na Malajském poloostrově, v Singapuru, na Nikobarách a v Malajském souostroví (Sumatra, Jáva, Borneo, Celebes, Simalur). Ke klouzavému plachtění využívá kožní lem podél celého těla, končetin a ocasu a široké tlapky s blánami mezi prsty. Živí se bezobratlými. Tělo měří 18–20 cm.[zdroj⁠?!]